# Axel Härstedt
Pour les articles homonymes, voir Härstedt.
Karl Axel Härstedt (né le 28 février 1987 à Täby) est un athlète suédois, spécialiste du lancer du disque.
En 2015, il lance le disque a 64,72 m, record personnel, à Jönköping (Bottnaryd) le 27 juin.
Il remporte la Coupe d'Europe hivernale des lancers 2016 à Arad.